# Clemente Aguirre
José Clemente Aguirre Ayala (Ayo el Chico, Jalisco, 23 de noviembre de 1828 - Guadalajara, Jalisco, 24 de octubre de 1900), fue un compositor, director de orquesta y maestro de música mexicano. Compuso abundante música y dejó numerosos alumnos, muchos de los cuales fueron brillantes instrumentistas (sobre todo trompetistas y clarinetistas), directores de banda, directores de orquesta y compositores entre quienes se encuentran Benigno de la Torre Suárez y Julián Carrillo.

## Resumen
Tradicionalmente, el lugar de su nacimiento lo disputan ambos municipios de Jesús María y Ayotlán, debido a que, según su propia fe de bautismo que obra en la parroquia de Ayo, Aguirre nació en La Mesa o Mesa de la Lagartija, justo en los linderos actuales de dichas demarcaciones municipales.
En su niñez aprendió los rudimientos del solfeo y del clarinete en la parroquia de Ayo, y al cumplir los trece años de edad, su madre lo entregó en Guadalajara al internado y academia musical del profesor Jesús González Rubio, con quien realizó estudios de solfeo superior, escritura musical, armonía, contrapunto y principios de orquestación.
En 1842 se incorporó a las bandas del Ejército Mexicano y en ese carácter se trasladó a la ciudad de San Luis Potosí y en 1847 participó como músico militar al frente de guerra en la batalla de La Angostura, donde cayó herido. Enseguida fue trasladado de vuelta a San Luis y en julio, a la Ciudad de México donde estuvo presente en el desarrollo de las batallas de Churubusco, El Peñón, Molino del Rey y Chapultepec, durante el desenlance de la primera Intervención estadounidense en México.
Terminada la guerra con Estados Unidos, en 1849 se estableció en Atotonilco, donde formó una banda civil. A partir de 1853 se radicó en Guadalajara, donde fue profesor de música en la Escuela de Artes y Oficios en el Hospicio Cabañas, y director de la Banda de Música del 27 Batallón de Infantería.
En 1857 participó en la fundación de la Sociedad Filarmónica de Santa Cecilia, que organizó la primera orquesta sinfónica y coro profanos en el Estado de Jalisco. Poco más tarde, en 1860, participó en la fundación de la Sociedad Jalisciense de las Bellas Artes, reestablecida en 1869. Fue director de la Banda de Música del Estado de San Luis Potosí, y a partir de 1889, director titular de la Banda de la Gendarmería de Guadalajara, que a partir de 1914 tomó el nombre de Banda de Música del Estado de Jalisco.
Su obra más conocida es Ecos de México (1884), marcha militar originalmente escrita para orquesta sinfónica, banda sinfónica, dos bandas militares y piano a cuatro manos. Sus valses Flores de Puebla y El iris, y su polka La Potosina, fueron muy célebres a fines del siglo XIX; sin embargo, después de la Revolución mexicana, casi toda su obra cayó en el olvido.
Además de haber desarrollado una intensa labor pedagógica, con numerosos alumnos que alcanzaron notables puestos como instrumentistas y directores de bandas y orquestas, Clemente Aguirre es considerado precursor de la estereofonía sinfónica en México, debido a sus orquestaciones con agrupaciones sinfónicas, bandas y coros dispuestos en lugares estratégicos al interior del Teatro Degollado y la Catedral de Guadalajara, para lograr efectos de ecos y resonancias musicales, inauditos hasta entonces.
A Clemente Aguirre también se debe la primera Colección de jarabes, sones y canciones tal y como se usan en el Estado de Jalisco, que constituye la primera compilación de sones de mariachi y música popular tapatía, hecha durante la segunda mitad del siglo XIX. Es notorio, asimismo, que una parte de esos materiales populares, los utilizó Aguirre para metamorfosearlos y enriquecer su propia creación musical, con lo que es, de hecho, uno de los primeros compositores nacionalistas de México.

## Formación profesional
En 1840 empezó a estudiar música con el maestro Jesús González Rubio en Guadalajara, después de haber quedado huérfano de padre en 1839. En su educación, fungió en el Tercer Batallón de San Allende en Lagos de Moreno, como clarinetista, aunque a partir de 1846 se dedicó especialmente a tocar la trompeta de pistones.
En 1844 se trasladó a Ciudad de México para estudiar dirección orquestal y composición con el capitán José María Pérez León. Se enlistó en el ejército para defender a su país durante la Guerra de Intervención Estadounidense como músico militar, quedando herido en la Batalla de La Angostura. Finalizado el conflicto militar, participó en múltiples bandas hasta que en 1855 regresó a Guadalajara, lugar donde participó en la fundación de la Sociedad Jalisciense de las Bellas Artes y la Orquesta de la Sociedad Filarmónica de Santa Cecilia en 1857, con la que se ofrecieron tres conciertos con coros y orquesta sinfónica, en presencia del presidente Benito Juárez, quien llegó a esa ciudad instalando allí provisionalmente la capital de la República mexicana.
Llegó a radicar en La Barca durante el Segundo Imperio Mexicano, pero volvió a Guadalajara para fungir como profesor en la Escuela de Artes y Oficios del Hospicio Cabañas en 1866. En 1869 participó en la fundación de la Sociedad Filarmónica Jalisciense y en 1886 recibió la plaza de director auxiliar de la Orquesta del Teatro Degollado. En 1889, con el apoyo del gobernador Ramón Corona, fundó la Banda de la Gendarmería de Guadalajara, que a partir de 1914 se conoce con el nombre de Banda de Música del Estado de Jalisco.

## Aportaciones principales
Entre 1855 y 1894, Clemente Aguirre educó a más de un centenar de músicos profesionales activos principalmente en los estados de Jalisco, Guanajuato, Aguascalientes, Colima, Michoacán, Sinaloa, San Luis Potosí Sonora, California, Arizona, Chihuahua, Texas y la Ciudad de México, principalmente empleados en bandas de música, orquestas teatrales y escuelas. Además, como compositor produjo una larga lista de obras musicales incluyendo obras con coro, banda de alientos y orquesta sinfónica, las cuales, interpretadas en distintas posiciones al interior del Teatro Degollado, constituyen los primeros antecedentes de la moderna estereofonía orquestal antes de que lo hiciera Charles Ives en los Estados Unidos, y aproximadamente en la misma época en que lo hizo Gustav Mahler en Europa. Entre los compositores del siglo XX en que la influencia de Clemente Aguirre es palpable, se encuentran José Rolón (Zapotlán, Tres danzas indígenas jaliscienses, Segundo cuarteto de cuerdas), Silvestre Revueltas (Homenaje a García Lorca) y Blas Galindo, además de que Aguirre fue el primer profesor de orquestación que tuvo Julián Carrillo en la ciudad de San Luis Potosí.

## LaColección de jarabes, sones y canciones
La Colección de jarabes, sones y canciones tal y como se usan en el Estado de Jalisco es la mayor recopilación de música popular en el Occidente de México, hecha por Clemente Aguirre, y donde aparece también la primera transcripción de música indígena, con una Introducción y cinco sonecitos de una Danza de los antiguos Aztecas que usan los Indígenas de algunos pueblos del Estado de Jalisco, acompañada su música con un instrumento llamado Teponahuastle. Su biógrafo Alberto Santoscoy anota que durante el sitio de las tropas norteamericanas de 1847-48 sobre la Ciudad de México, Clemente Aguirre quedó atrapado, como el resto de la población local, y se integró a un grupo de músicos indígenas que tocaban el teponaztli. Es entonces, a partir de ese evento, que Aguirre comenzó a recopilar los sones de su Colección, terminada alrededor de 1892. Cabe añadir que José Rolón, Rubén M. Campos y Aaron Copland, entre muchos otros compositores activos durante la primera mitad del siglo XX, utilizaron tonadas y ritmos de esa Colección, para transmitir el efecto de una música mexicana arcaica.

## Fallecimiento y honores
Murió en 1900 y fue enterrado con honores en el Panteón de Mezquitán en Guadalajara. En 1958 sus restos fueron trasladados a la Rotonda de los Jaliscienses Ilustres, durante el gobierno de Agustín Yáñez. De acuerdo con estudios especializados (Pareyón, 2022, vol. I), el monumento que actualmente se observa en ese espacio, en la esquina de las calles de Liceo e Independencia, en Guadalajara, es producto de la rapidez con que se ejecutó el decreto del mismo Yáñez:
La escultura en bronce de Clemente Aguirre en la Rotonda de los Jaliscienses Ilustres en el centro de Guadalajara y fundida en 1958, es una representación espuria y fallida, que sugiere la actitud, la técnica y el vestuario de un director de orquesta sinfónica de mediados del siglo XX. Debido a la muy escasa musicología regional en ese entonces, el autor de esa pieza, el escultor Miguel Miramontes Carmona (1918–2015), no dispuso oportunamente de documentación técnica, ni adecuada ni fidedigna, a lo cual se suma una excesiva afectación caucásica en la fisonomía de la estatua, incluso mayor de la que se observa en el óleo póstumo, de 1904, que representa al compositor y que se conserva en la pinacoteca del Museo Regional de Guadalajara, única referencia visual que se le entregó a Miramontes. El resultado es una distorsión de la realidad que produce extrañamiento, sin vínculos con la historia ni en el sentido musical, ni en el social. (Op. cit., páginas 143-144).

En resumen, la escultura en mención, que presenta a un hombre de fino aspecto europeo, como tampoco el frac en la vestimenta del sujeto, corresponden con las fotografías rescatadas de Aguirre, ni con su uniforme militar con que estaba obligado por reglamento a dirigir sus conciertos, además sin el uso de una batuta moderna de dirección orquestal, sino con una batuta de banda militar.

## Ecos de México
Dentro de su obra destacan La banda roja (mazurca), El iris (vals), Las flores de Puebla (vals), y la que es considerada su composición más prominente e himno regional de Jalisco: la marcha militar Ecos de México, escrita en 1884 y estrenada en septiembre de ese mismo año en el Teatro Alarcón de San Luis Potosí, y repuesta en el Teatro Degollado en Guadalajara en 1885, con inusitado éxito. La mayor parte de su música consiste en música de salón o música de baile en versiones para piano solo o para banda de alientos, sin embargo, Aguirre es pionero en la creación de música sinfónica con una perspectiva estereofónica, pues, lo mismo Ecos de México como su Himno a la Divina Providencia (1889) fueron compuestos originalmente para orquesta sinfónica, banda sinfónica y dos bandas militares colocadas en distintas áreas y niveles del Teatro Degollado.

## Obras

### Obra para banda de alientos
- División del Norte (marcha) (1847)
- 23o batallón de infanteria (marcha) (1847)
- El paso del cojo (vals) (1855)
- A Hidalgo (himno) (1857)
- Noches de invierno (cuadrilla) (1858)
- Dos corazones (vals) (1859)
- Evangelina (galopa) (1859)
- Inocencia (mazurca) (1859)
- Zopimpa (pasodoble) (1859)
- El chacó (pasodoble) (1859)
- Talismán (vals) (1860)
- Flor de esperanza (mazurca-redova) (1861)
- La banda roja (polca-mazurca) (1861)
- El son de la lira (1861)
- La paz de Jalisco (chotis) (1862)
- La hija de las musas (chotis) (1862)
- La amistad (polca) (1862)
- Luna de octubre (mazurca) (1863)
- Los hijos de México (vals) (1863)
- El manantial (chotis) (1863)
- Campo de Marte (cuadrillas) (1863)
- Los hijos de Mema (vals) (1864)
- La coqueta (habanera) (1864)
- La esclava (habanera) (1864)
- Reminiscencias (cuadrilla) (1865)
- Cataclismo (vals) (1865)
- Son de la lira (vals) (1865)
- Esther (vals) (1865)
- El iris (vals) (1865)
- El día de tu santo (vals) (1866)
- El extravagante (vals) (1867)
- La acacia (polca) (1868)
- El vapor Chapala (polca) (1868)
- Fiesta de carnaval (vals) (1870)
- Juego de niños (galopa) (1872)
- Elena (danza habanera) (1872)
- El pescador (chotis) (1873)
- La tlaxcalteca (habanera) (1874)
- Los pollos tepiqueños (danza imitativa) (1874)
- En las playas del Pacífico (chotis) (1874)
- Ysabel (barcarola-chotis) (1874)
- Honor militar (marcha) (1875)
- Plegaria de la tarde (mazura) (1875)
- Presentimiento (vals) (1875)
- Las Flores de Puebla (vals) (1877)
- México en Filadelfia (marcha) (1877)
- El estimulante (polca) (1879)
- La potosina (polca-mazurca) (1879)
- Horas de alegría (redova) (1880)
- Cantares del corazón (polca-mazurca) (1881)
- Hasta más ver! (habaneria) (1881)
- Elvira (danza habanera) (1881)
- Ecos de México (marcha patriótica) (1884)
- Jota estudiantina (1886)
- Herlinda (mazurca) (1888)
- La pasión (mazurca) (1891)
- Al ver tus ojos (mazurca) (1892)
- Gran marcha Altamirano (paráfrasis orquestal de Ecos de México) (1893)[1]

### Obra para piano solo (reducción de originales para banda)
(contenido del tomo segundo del estudio de Gabriel Pareyón, publicado por el CENIDIM)
- A Hidalgo
- Al ver tus ojos
- Cantares del corazón
- Ecos de México
- Elena
- El iris
- El son de la lira
- En las playas del Pacífico
- Flor de Esperanza
- Hasta más ver! – Elvira (díptico)
- Jota Estudiantina
- La banda roja
- La Pasión
- La Potosina
- Las Flores de Puebla
- La Tlaxcalteca
- Los pollos tepiqueños
- Ysabel

### Obra para coro y banda de alientos
- A la música (himno escolar) (1869)

### Obra para orquesta sinfónica, banda de alientos y dos bandas militares
- Ecos de México (marcha patriótica) (versión original de 1884)
- Jota estudiantina (1886), con letra de Alberto Santoscoy
- Himno a la Divina Providencia (marcha religiosa) (1889)
- Suite sinfónica en seis partes (contenido del tomo quinto del estudio de Gabriel Pareyón, publicado por el CENIDIM): Prólogo con banda sola: Ysabel (Mi♭), I. En las Playas del Pacífico  (Si♭), (Introducción y Trio junto con banda), II. Jota Estudiantina (Sol), (con coro y doble percusión), III. Ecos de México (Si♭) (con piano a 4 manos, banda sinfónica y dos bandas de guerra), IV. Marcha Religiosa (Si♭) (con órgano y percusiones), V. Himno a Hidalgo (La) (con piano a 4 manos, banda sinfónica y dos bandas de guerra).